# 모스트 바이어런트
《모스트 바이어런트》(영어: A Most Violent Year)는 J.C. 챈더가 감독, 각본을 맡은 2014년에 개봉한 미국의 범죄 드라마 영화이다. 오스카 아이작, 제시카 채스테인, 데이비드 오옐러워, 앨버트 브룩스, 엘리스 가벨, 카타리나 산디노 모레노등이 출연했다. 2014년 11월 6일 미국 영화 연구소 축제에서 세계 최초로 상영을 하였고, 2014년 12월 31일 극장에서 개봉을 시작했다.

## 출연
- 오스카 아이작 - 아벨 모랄레스
- 제시카 채스테인 - 애나 모랄레스
- 알레산드로 니볼라 - 피터 모렌테
- 데이비드 오옐러워 - 로렌스
- 앨버트 브룩스 - 앤드루 왈시
- 카타리나 산디노 모레노 - 루이사
- 애슐리 윌리엄스 - 레인지
- 엘리스 가벨 - 줄리언
- 제리 아들러 - 조세프
- 크리스토퍼 아보트 - 루이스 세르비디오
- 엘리자베스 마블 - 로즈 부인
- 피터 게러티 - 빌 오리어리
- 데이비드 마굴리스 - 사울 레프코비츠
- 애니 펑크 - 로랜 레프코비츠
- 케이틀린 도일 - 레프코비츠 비서
- 패트릭 브린 - 은행 직원